# Amenemopet (príncipe)
| i | mn · n | Aa15 · O45 |

| i | mn · n | Aa15 · O45 |

Amenemopet fue un príncipe del Antiguo Egipto durante la dinastía XVIII, probablemente hijo de Amenofis II.
Se le conoce por la llamada Estela C, que se encuentra en el templo de la Esfinge de Amenofis II. Se le identifica como un hijo de este faraón según la Estela, que es estilísticamente datable del reinado de Amenofis II. Es posible que sea el príncipe Amenemopet que aparece en la estela de la nodriza real Senetruiu.